# San Andrés de Valdelomar
San Andrés de Valdelomar es una localidad del municipio de Valderredible (Cantabria, España). Está localizada a 870 m s. n. m., y dista 24 km de la capital municipal, Polientes. En el año 2024 contaba con una población de 15 habitantes (INE).
Iglesia románica de Santa Lucía y San Andrés.
Cuenta con un fielato, un humilladero, un lavadero, una fragua, además de una casa blasonada y una torre fuerte.
El 13 de diciembre celebra a su patrona, Santa Lucía.

## Paisaje y naturaleza

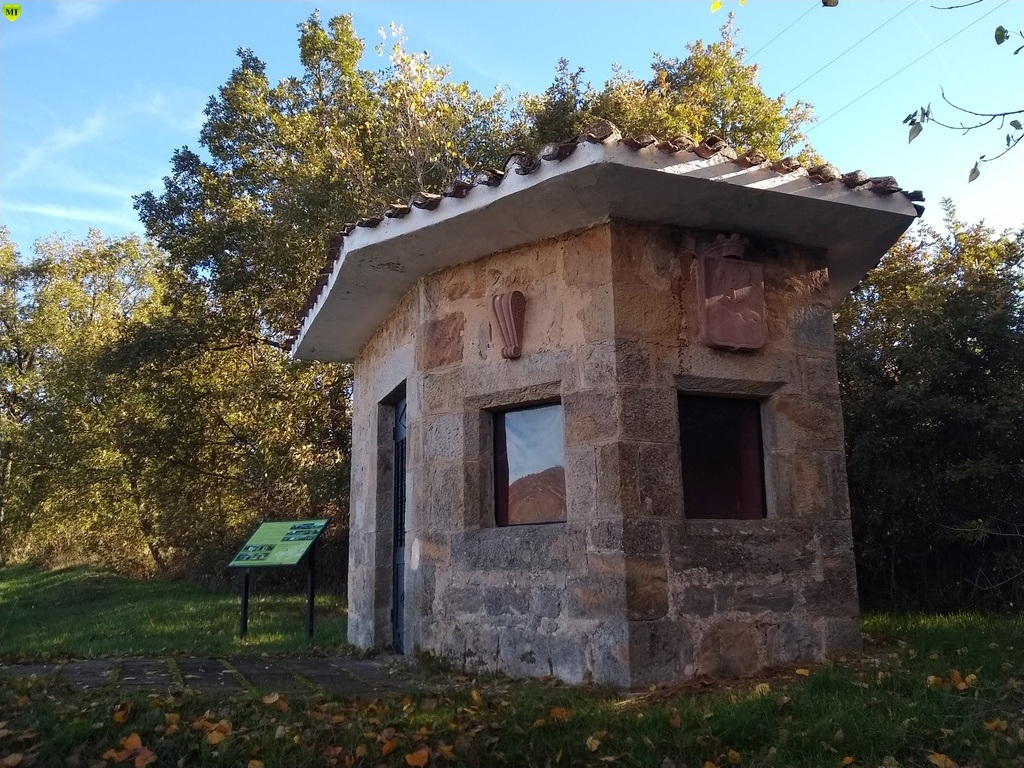
Fielato.

El topónimo Valdelomar hace referencia al tipo de relieve de suaves elevaciones sucesivas que determinan el paisaje de la parte más occidental de Valderredible. La línea divisoria con la provincia de Palencia la forman los bordes acantilados de la zonas de loras que cierran por el sur toda el área. Desde las inmediaciones de San Andrés, concretamente desde el enclave palentino de Cezura, asciende una carretera que nos lleva hasta Pomar de Valdivia desde donde parte otra hasta el mirador de Valcabo que se cuelga literalmente del borde rocoso del páramo de La Lora. La panorámica que se obtiene es sumamente aclaradora de la configuración geomorfológica de Valderredible, de la extensión de sus bosques autóctonos y de los repoblados mediante pinos, de la tipología de las tierras de cultivo y, en definitiva, de la belleza de un paisaje donde se funden elementos de la Cantabria verde con otros puramente castellanos.

## Patrimonio histórico

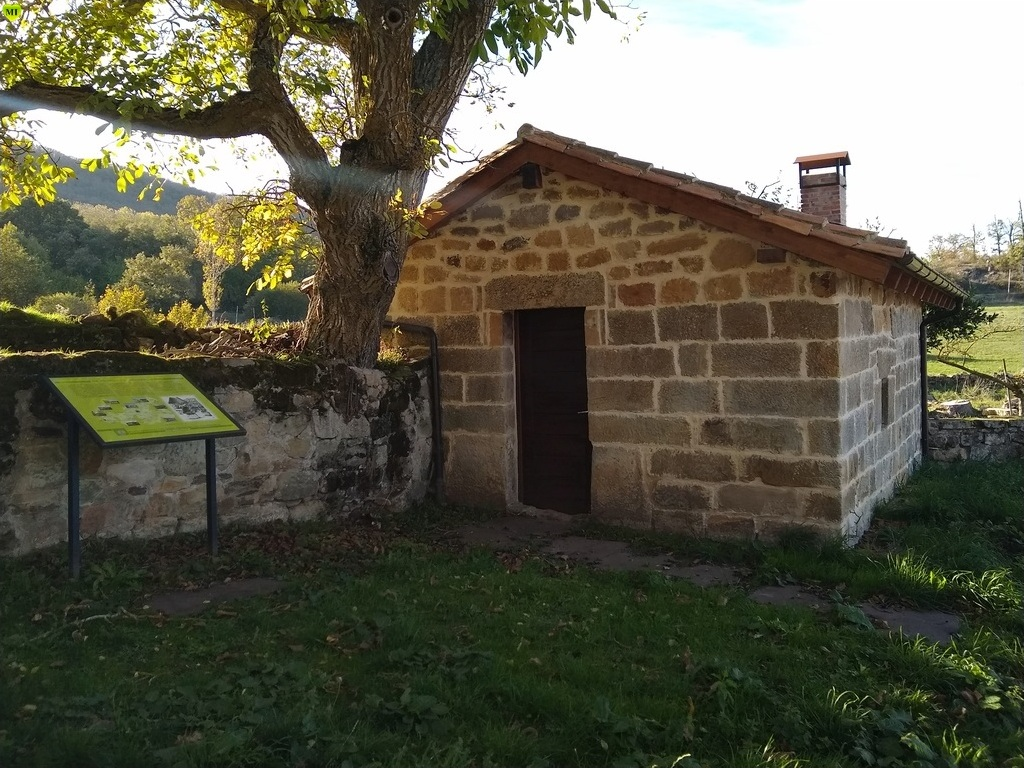
Fragua.

En el límite entre San Andrés y Cezura, al sur de la carretera a la que hacíamos arriba referencia, se encuentra el conjunto eremítico rupestre del Cuevatón de época altomedieval, formado por varias lauras colgadas en la roca y una cavidad excavada más amplia, que en parte aprovecha una oquedad natural de la roca y que pudo haber sido utilizada como espacio litúrgico.
La iglesia de San Andrés es característica del románico rural. Posee nave única de tres tramos (con bóvedas del siglo XVI), ábside semicircular y espadaña a los pies más los consabidos añadidos de épocas más tardías en la sacristía y en el pórtico de entrada. Lo más destacado son los delicados capiteles del ábside, emparentados con el estilo de los escultores se Santa María de Piasca, en Liébana o de los del Monasterio de Santa María la Real, en Aguilar de Campoo.